# Institut lumière matière
Pour les articles homonymes, voir ILM.
L'Institut lumière matière (iLM), unité mixte de recherche (UMR5306) sous la double tutelle de l'université Claude-Bernard-Lyon-I et du CNRS, est un pôle pluridisciplinaire fondé sur la synergie entre physique, chimie et leurs interfaces. Il est né au 1er janvier 2013 de la fusion des trois unités de recherche LASIM (UMR5579), LPCML (UMR5620) et LPMCN (UMR5586). Il fait partie des 6 unités de recherche qui forment la Fédération de recherche André-Marie-Ampère.
L'iLM est situé sur le campus de la Doua à Villeurbanne (département du Rhône).
L'organisation scientifique de l'Institut lumière matière s'articule autour de 6 axes thématiques, fédérant 21 équipes de recherche.

## Évènements
En association avec l'université d'Ioannina, l'université d'Auburn et l'institut Max-Born, l'iLM met au point le premier microscope de photo-ionisation.
Vittoria Pischedda, chercheuse à l'iLM, en collaboration avec des géologues sud-africains, a découvert l'existence d'un fragment de comète sur Terre, baptisé Hypatia,.